# Babafemi Ogundipe
Babafemi Ogundipe  (Ogun, 6 de setembro de 1924 – Londres, novembro de 1971) foi de facto Vice-presidente da Nigéria durante o governo militar de Johnson Aguiyi-Ironsi, em 1966.

## Biografia
Era filhos de pais iorubás, oriundos na então província de Ago-Iwoye, atual estado de Ogun, no oeste da Nigéria. Alistou-se na Royal West African Frontier Force em 1941, servindo em Birmânia entre 1942 e 45. Realistou-se depois da II Guerra Mundial, atingindo a patente de brigadeiro em maio de 1964. Serviu como chefe de pessoal do Quartel-General Supremo das Forças de Defesa Nigerianas, entre janeiro e agosto de 1966. Após o rápido golpe de estado impetrado por Aguiyi-Ironsi, e cumprindo um acordo firmado pelo novo governo militar conduzido por Yakabu Gowon, deixou o país como representante da Nigéria no mesmo ano chefiando a representação nigeriana na  Commonwealth Heads of Government Meeting, em setembro. Em seguida, foi Alto-Comissário da Nigéria no Reino Unido, posto que ocupou até agosto de 1970, quando deixou o serviço público.